# Coquillettia nicholi
Coquillettia nicholi är en insektsart som beskrevs av Knight 1925. Coquillettia nicholi ingår i släktet Coquillettia och familjen ängsskinnbaggar. Inga underarter finns listade i Catalogue of Life.